# Widecombe in the Moor
Koordinaten: 50° 35′ N, 3° 49′ W
Widecombe in the Moor ist ein Dorf und zugleich eine Gemeinde (Parish) im Herzen des Dartmoor National Parks in der Grafschaft Devon im Südwesten Englands. Der Name des Ortes leitet sich von „Withy-combe“ (deutsch „Weidental“) ab.
Gemäß Widecombes offizieller Website besteht das Dorf aus 196 verstreut liegenden Haushalten, weshalb sich die Gemeinde über ein verhältnismäßig großes Gebiet erstreckt. Mitgezählt wurden Dutzende von kleinen Cottages und Moorlandfarmen.
Tourismus ist heute die wichtigste Einnahmequelle von Widecombe, erkennbar an der großen Zahl von Souvenirläden (einschließlich eines National Trust Shops), zwei Cafés und zwei Pubs.
Das Dorf ist in Großbritannien wahrscheinlich am besten durch Widecombe Fair bekannt, einem Jahrmarkt, der jährlich stattfindet und in einem auf der Insel bekannten Volkslied namens Old Uncle Tom Cobley an All gefeiert wird. Der Text wurde 1880 erstmals veröffentlicht. Populär sind auch die traditionellen „Toby-Jugs“ – Krüge mit Henkeln, die in dreidimensionaler Form Köpfe fiktiver und prominenter Personen in Karikaturform zeigen.
Die Kirche St. Pankratius ist bekannt als die „Kathedrale des Moores“, wohl wegen des 37 m hohen Turms und des für einen so kleinen Ort sehr großen Innenraums. Die Kirche wurde ursprünglich im 14. Jahrhundert im Stile der englischen Spätgotik mit dem bei Widecombe vorkommenden Granit erbaut. St. Pankratius wurde in den folgenden zwei Jahrhunderten immer wieder vergrößert, zum Teil mit den Einnahmen aus dem Zinnbergbau. Im Kircheninneren ist die dekorative Decke sehenswert, in der auch das Emblem der Zinnbergwerker, ein Ring aus drei Hasen (hier bekannt als „Tinner's Rabbits“) verewigt ist.
Die Kirche wurde am 21. Oktober 1638 während eines heftigen Gewitters offensichtlich durch einen Kugelblitz stark zerstört. Dies geschah während der Nachmittagsmesse mit ungefähr 300 Teilnehmern – vier wurden getötet und etwa 60 verletzt. Die Legende erklärt das Unwetter durch einen Besuch des Teufels. Das Church House neben der Kirche wurde 1537 als Brauereigebäude errichtet; es wird heute vom National Trust verwaltet.
Die Weitläufigkeit der Gemeinde bedeutete lange Wege zum Gottesdienst; was besonders ungünstig für den Transport des Sargs bei Beerdigungen war. Traditionell galt daher der sogenannte Coffin Stone (deutsch: „Sargstein“) auf dem Dartmeet Hill als geeignete Stelle, um den Sarg zu einer Rast abzulegen. Der Felsen ist der Länge nach gespalten – der Legende nach wurde hier ein Sarg durch einen Blitz zerstört.
Auf dem Friedhof von Widecombe liegt das Grab der Schriftstellerin Beatrice Chase, die einen Großteil ihres Lebens in einem Cottage nahe dem Dorf verbrachte. Ihr bürgerlicher Name war Olive Katharine Parr. Sie war ein direkter Nachkomme von William Parr, dem Bruder von Catherine Parr, der sechsten Ehefrau von König Heinrich VIII.

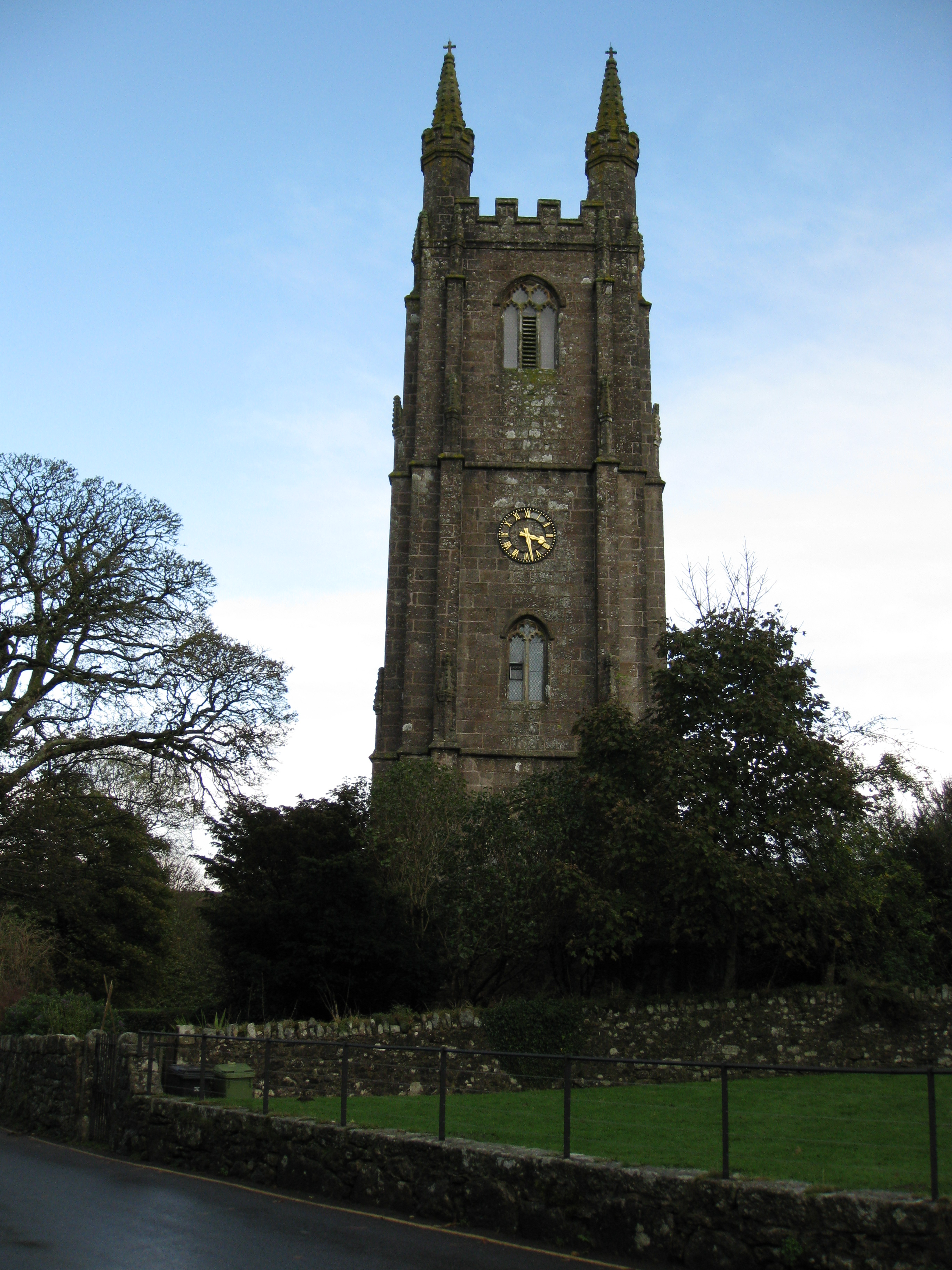
St. Pankratius
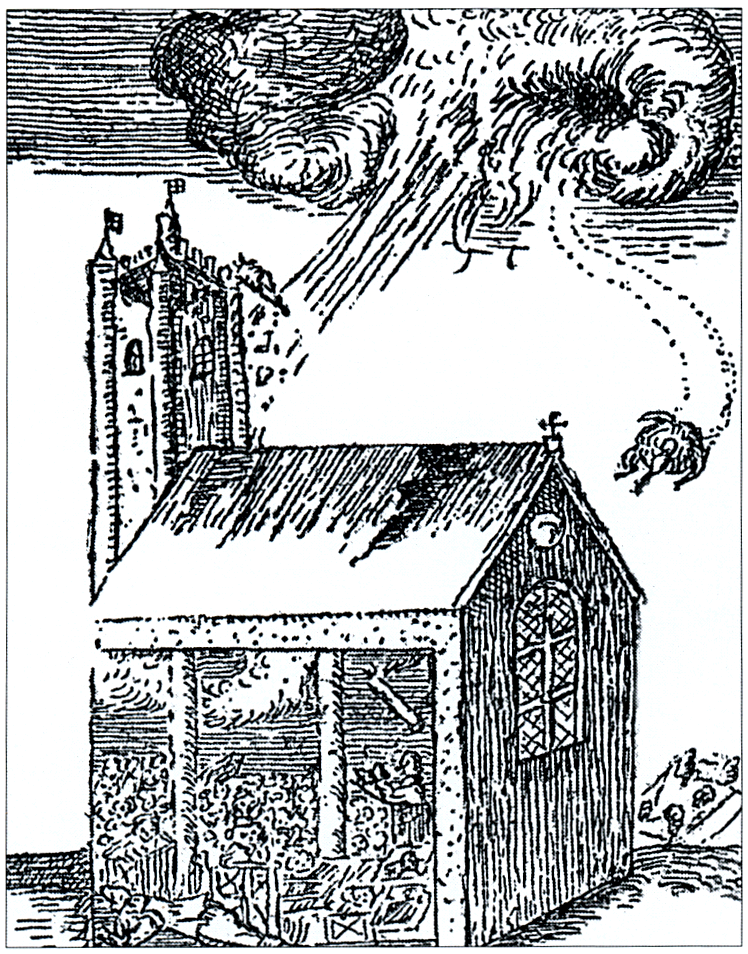
Ein Kugelblitz zerstörte die Kirche
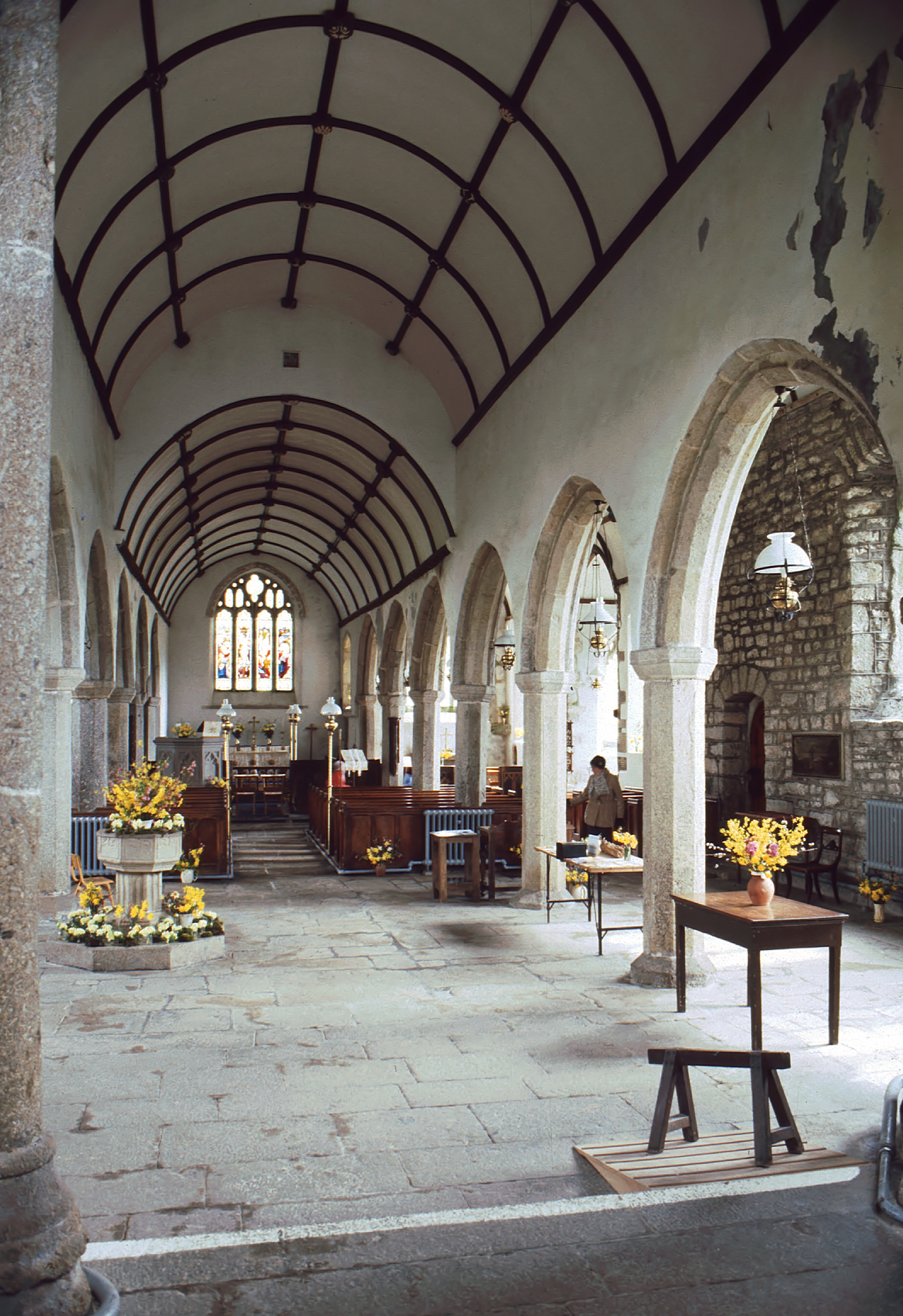
Innenraum von St. Pankratius
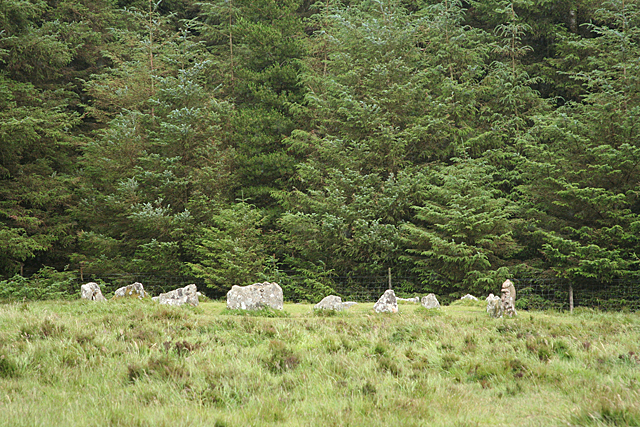
Steinkreis von Soussons Common
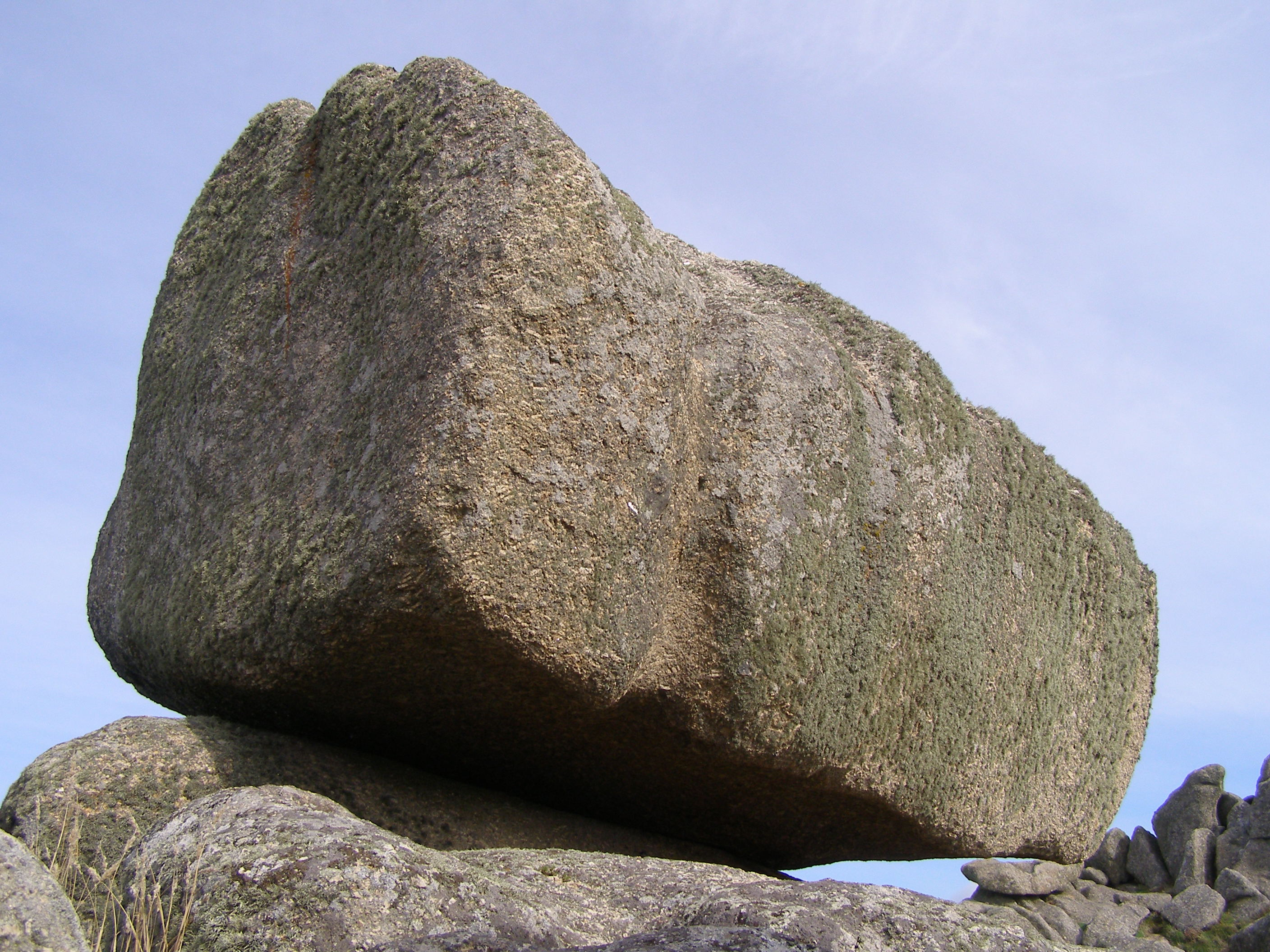
Logan Rock, ein Wackelstein
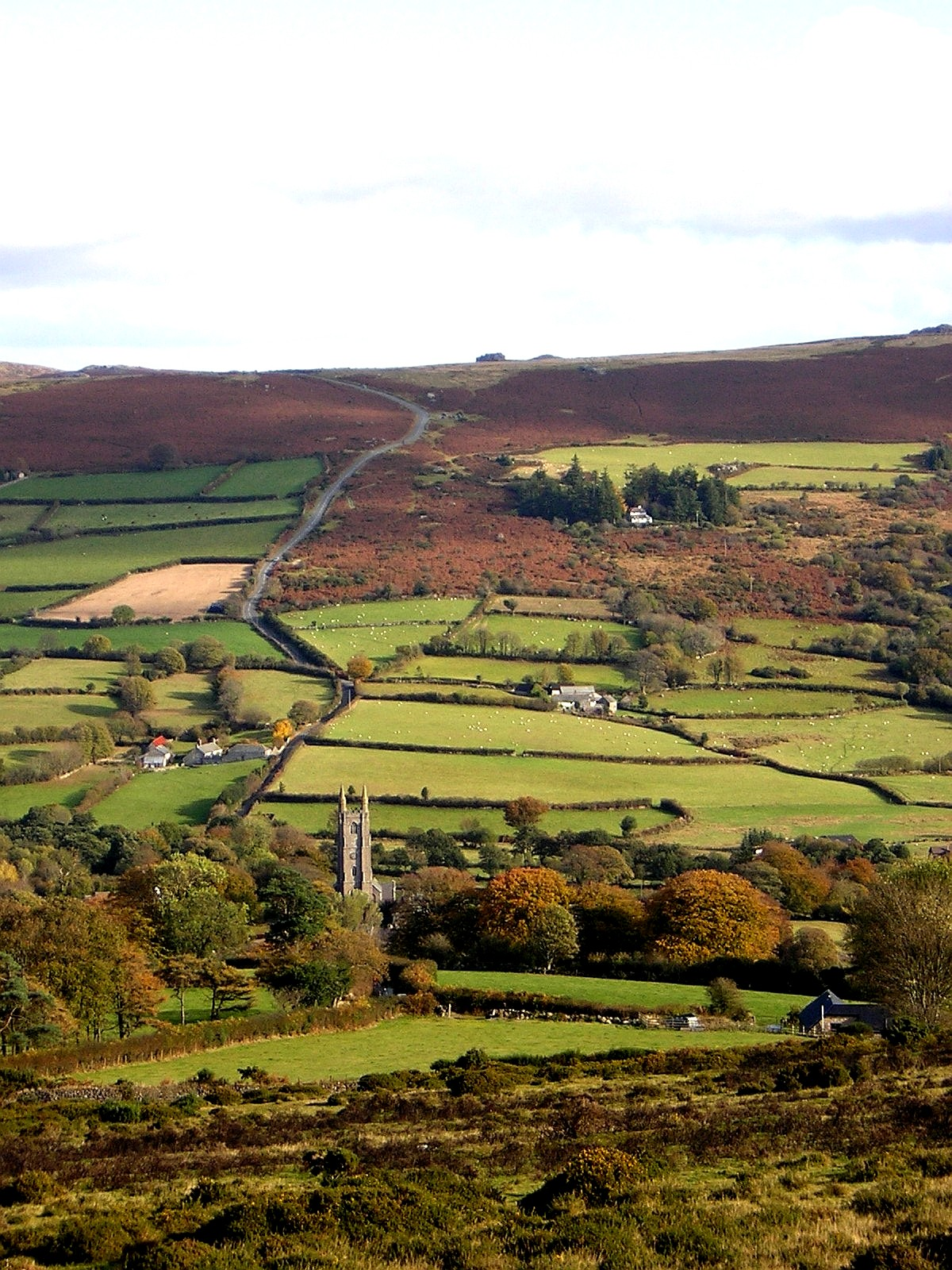
Widecombe Valley